# Anoteropsis lacustris
Anoteropsis lacustris là một loài nhện trong họ Lycosidae.
Loài này thuộc chi Anoteropsis. Anoteropsis lacustris được Cor J. Vink miêu tả năm 2002.